# عباس فاضل
عباس فاضل یک کارگردان فیلم، فیلم‌نامه‌نویس و منتقد عراقی-فرانسوی زادهٔ حله واقع‌در عراق است. وی که از سن ۱۸ سالگی ساکن فرانسه شد پی‌اچ‌دی خود را از دانشگاه پاریس دریافت کرد.